# 사모라 CF
사모라 CF(스페인어: Zamora Club de Fútbol)는 스페인 카스티야이레온주 사모라도 사모라를 연고로 하는 축구단이다. 1968년에 창단되어 프리메라 디비시온에 참가하고 있다. 7,813명을 수용 가능한 에스타디오 루타 데 라 팔라타에서 홈경기가 열린다.

## 선수 명단

### 현역
참고: FIFA 자격 규정에 따라 소속된 국가대표팀 국기를 표시합니다. 선수는 복수의 FIFA 비회원국 국적을 가지고 있을 수 있습니다.
| 번호 | 포지션 | 국적 | 이름        |
| ---- | ------ | ---- | ----------- |
| 12   | MF     | 가나 | 유진 프림퐁 |

| 번호 | 포지션 | 국적       | 이름        |
| ---- | ------ | ---------- | ----------- |
| 19   | FW     | 나이지리아 | 에고사 벨로 |

## 역대 감독
| 감독            | 임기        |
| --------------- | ----------- |
| 이니고 리세란수 | 2010 ~ 2011 |